# تلخاب (مياندوآب)
تلخاب هي قرية في مقاطعة مياندوآب، إيران. يقدر عدد سكانها بـ 452 نسمة بحسب إحصاء 2016.